# Phonogaster cariniventris
Phonogaster cariniventris är en insektsart som beskrevs av Henry, G.M. 1940. Phonogaster cariniventris ingår i släktet Phonogaster och familjen gräshoppor. Inga underarter finns listade i Catalogue of Life.